# Prunkgrab Grafenbühl

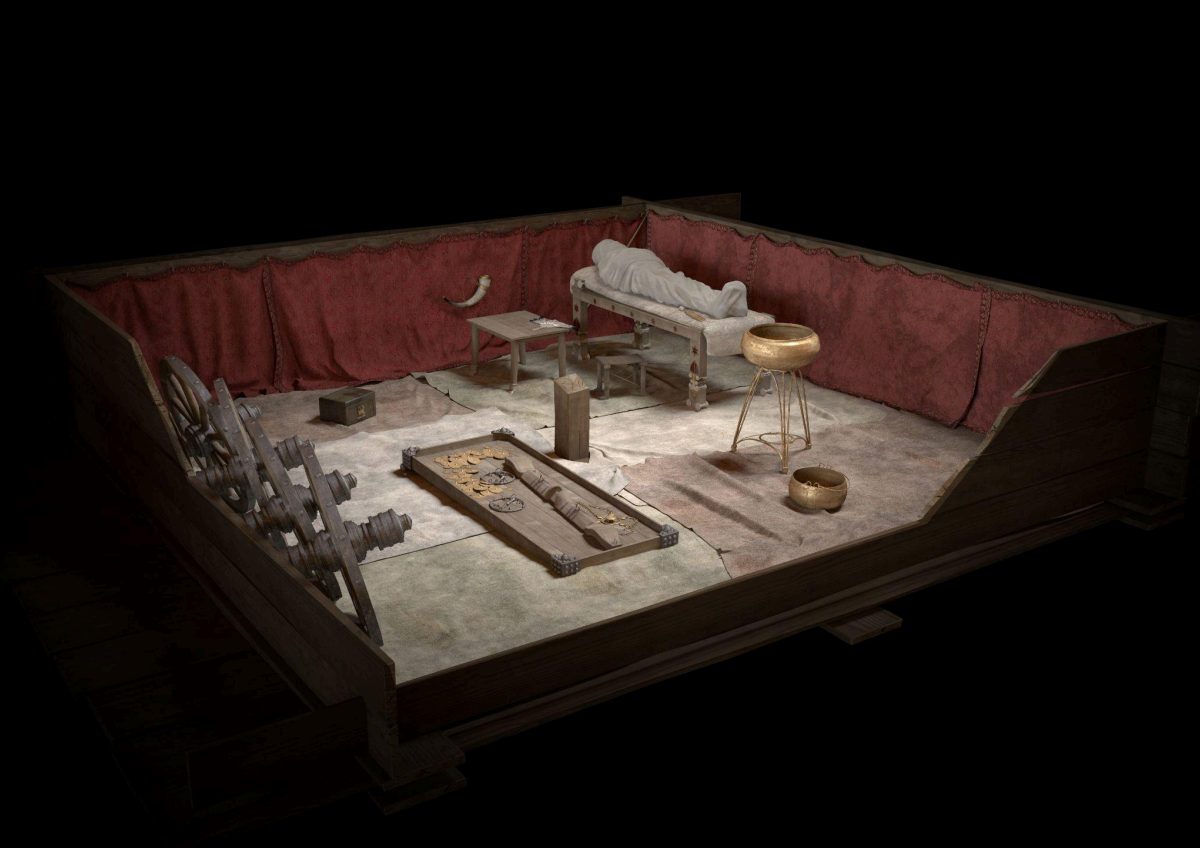
Rekonstruktion im Landesmuseum Württemberg

Der Grafenbühl ist ein Prunkgrab der späten Hallstattzeit bei Asperg im Landkreis Ludwigsburg in Baden-Württemberg. Es wurde vom Prähistoriker Hartwig Zürn archäologisch ausgegraben, gehört zu einer Reihe reicher Hügelgräber im Umfeld des Hohenaspergs (sogenanntes Fürstengrab von Hochdorf an der Enz und Kleinaspergle) und wird auf 500 v. u. Z. datiert.

## Keltischer Großgrabhügel mit Prunkgrab
Der Grabhügel dürfte ursprünglich einen Durchmesser von etwa 40 Metern gehabt haben. Das Zentralgrab lag 0,7 m über dem ursprünglichen Bodenniveau, daneben wurden zahlreiche weitere Nebengräber gefunden. Hier wurden unverzierte Bronzehals- und Armringe, Fibeln, Glas- und Bernsteinperlen geborgen. In der südwestlichen Kammerecke des Zentralgrabs lag das völlig zerstörte Skelett eines etwa 30-jährigen Mannes. Der Kammerboden der 4,5 × 4,5 m großen Holzkammer lag auf drei Unterzügen. Die Decke war mit einem Mittelpfeiler abgestützt. Die Kammer war ungefähr 0,90 m hoch. Zum Bau waren Laub- und Nadelhölzer verwendet worden.

## Besonderheit der Funde
Selbst die spärlichen Reste der bereits in der Antike ausgeplünderten Grabkammer zeigen, dass der Hügel einst eines der prunkvollsten frühkeltischen Gräber Süddeutschlands barg, noch kostbarer ausgestattet als das Hochdorfer Grab. Fragmente mediterraner Möbelstücke – Einlagen und Intarsien aus Elfenbein, Bernstein und Knochen – reiches, zum Teil importiertes Trinkservice, Reste eines vierrädrigen eisenbeschlagenen Wagens und goldverzierte Fibeln und Gürtelschnallen zeugen vom Reichtum des Bestatteten.
Zu den bedeutendsten Stücken gehören zwei kleine Sphingen aus Hirschhorn und Elfenbein mit Bernsteingesichtern, die 600 v. Chr. in Tarent – damals einzige Kolonie Spartas, des Zentrums von Magna Graecia – gefertigt wurden und einst ein Kästchen oder ein Möbelstück zierten.
Fundstücke aus dem Prunkgrab werden in der Keltensammlung des Landesmuseums Württemberg ausgestellt.

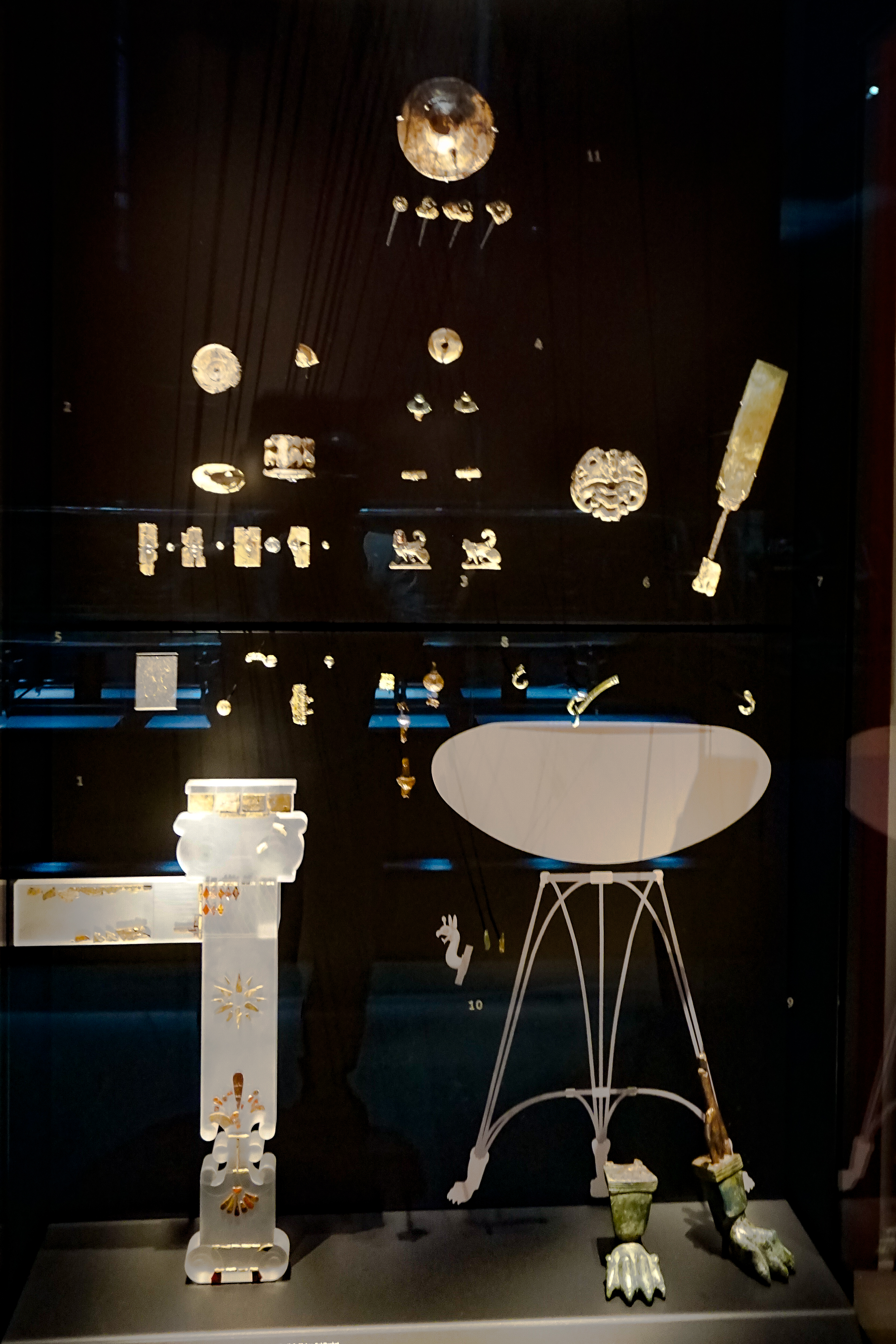
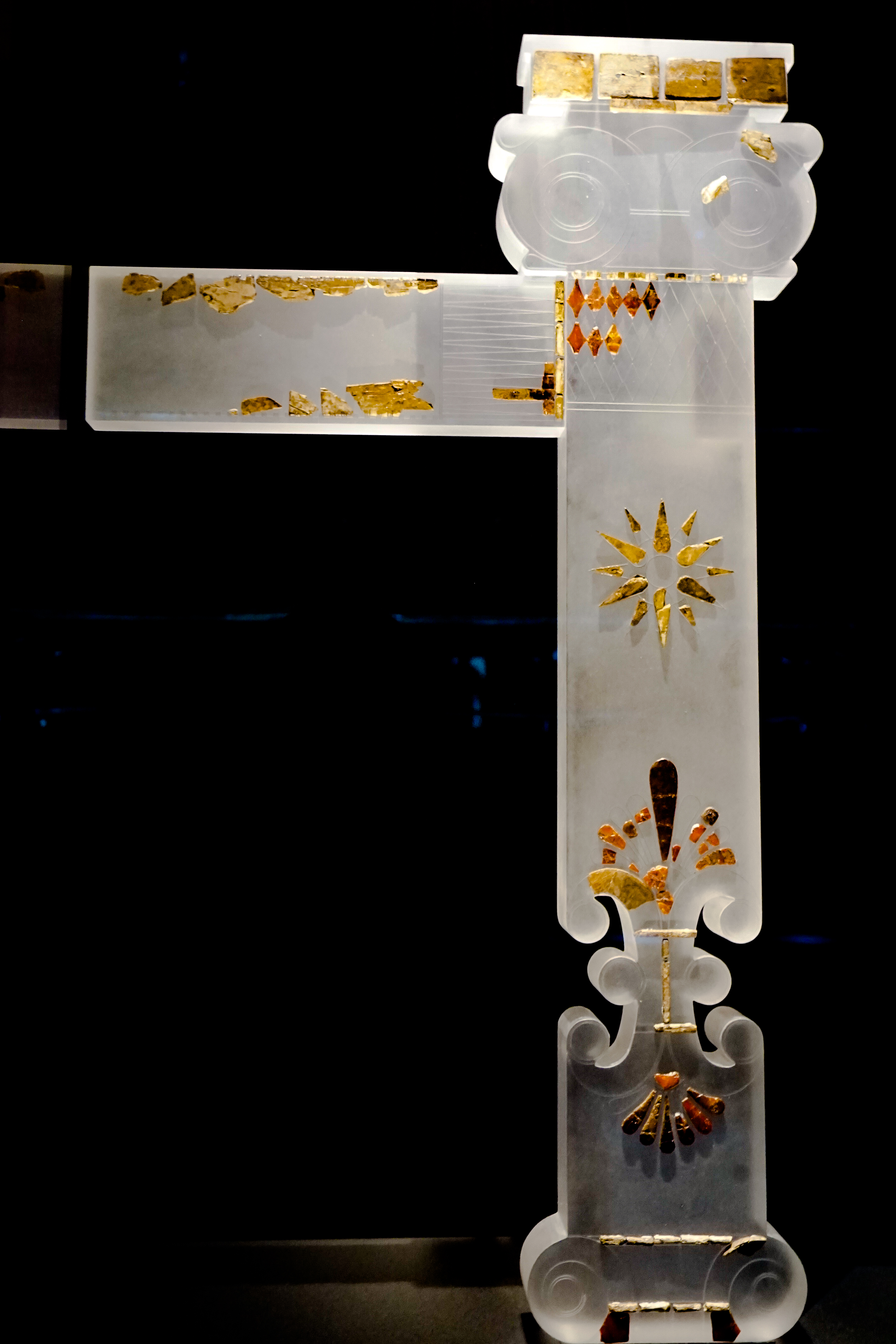
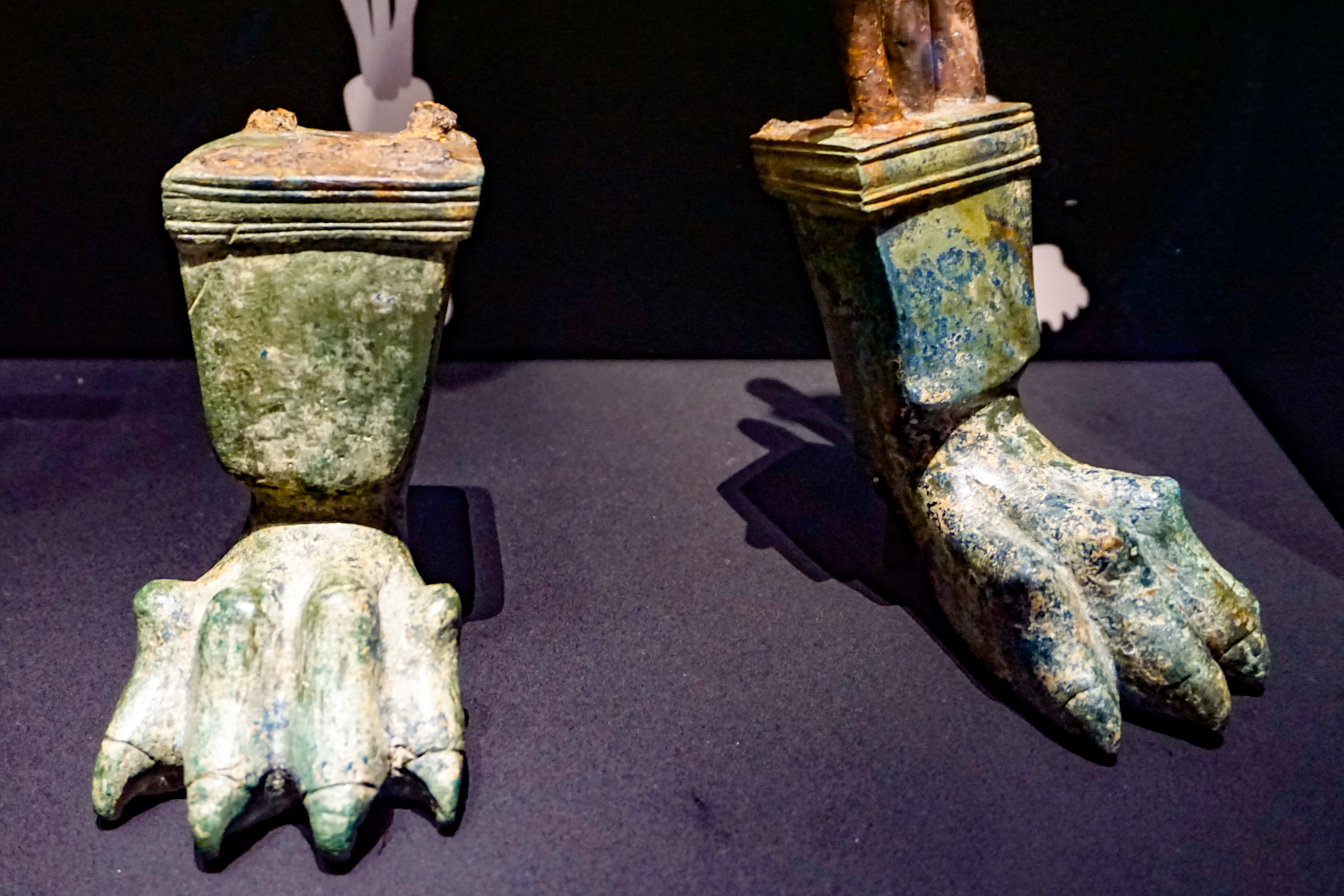
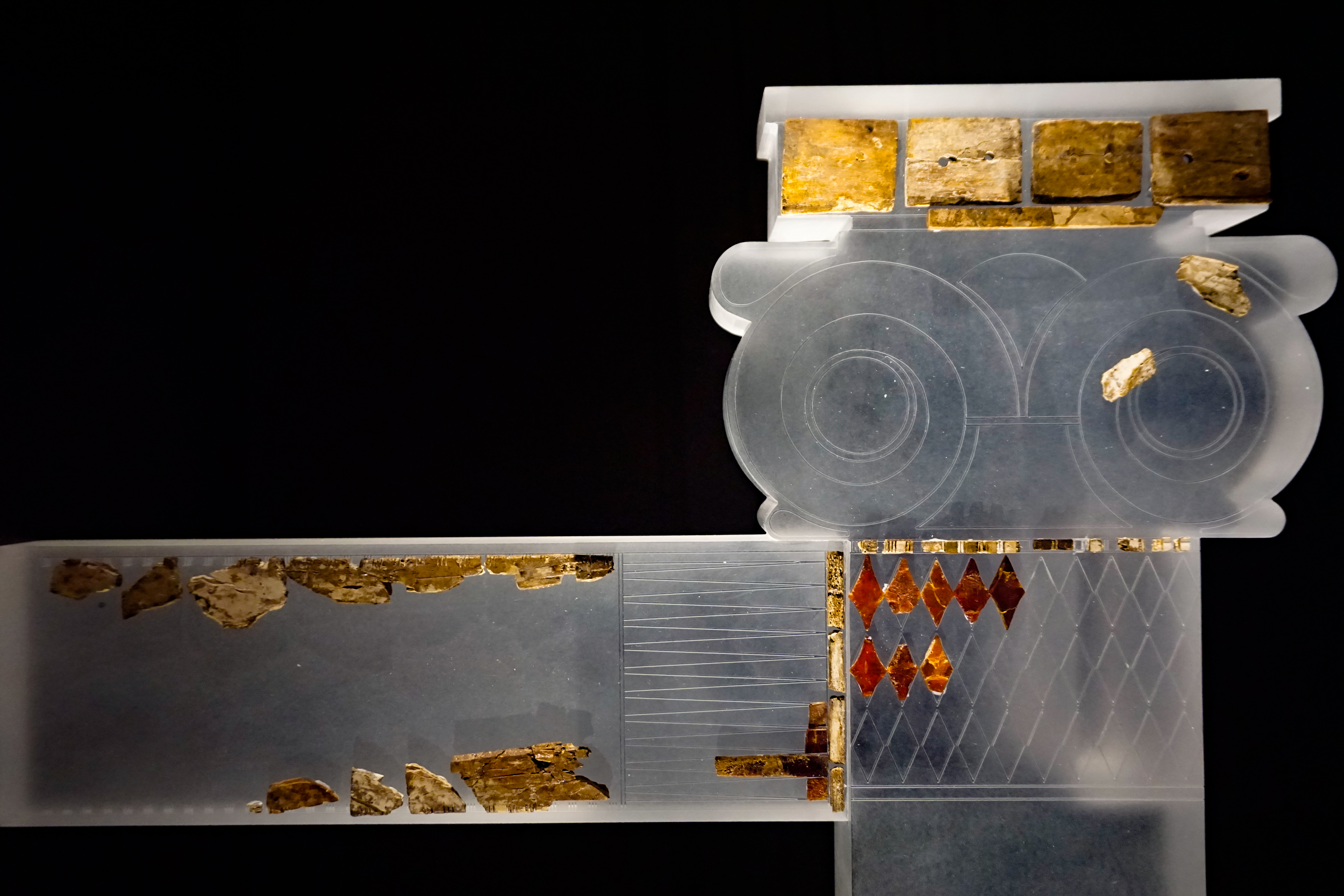
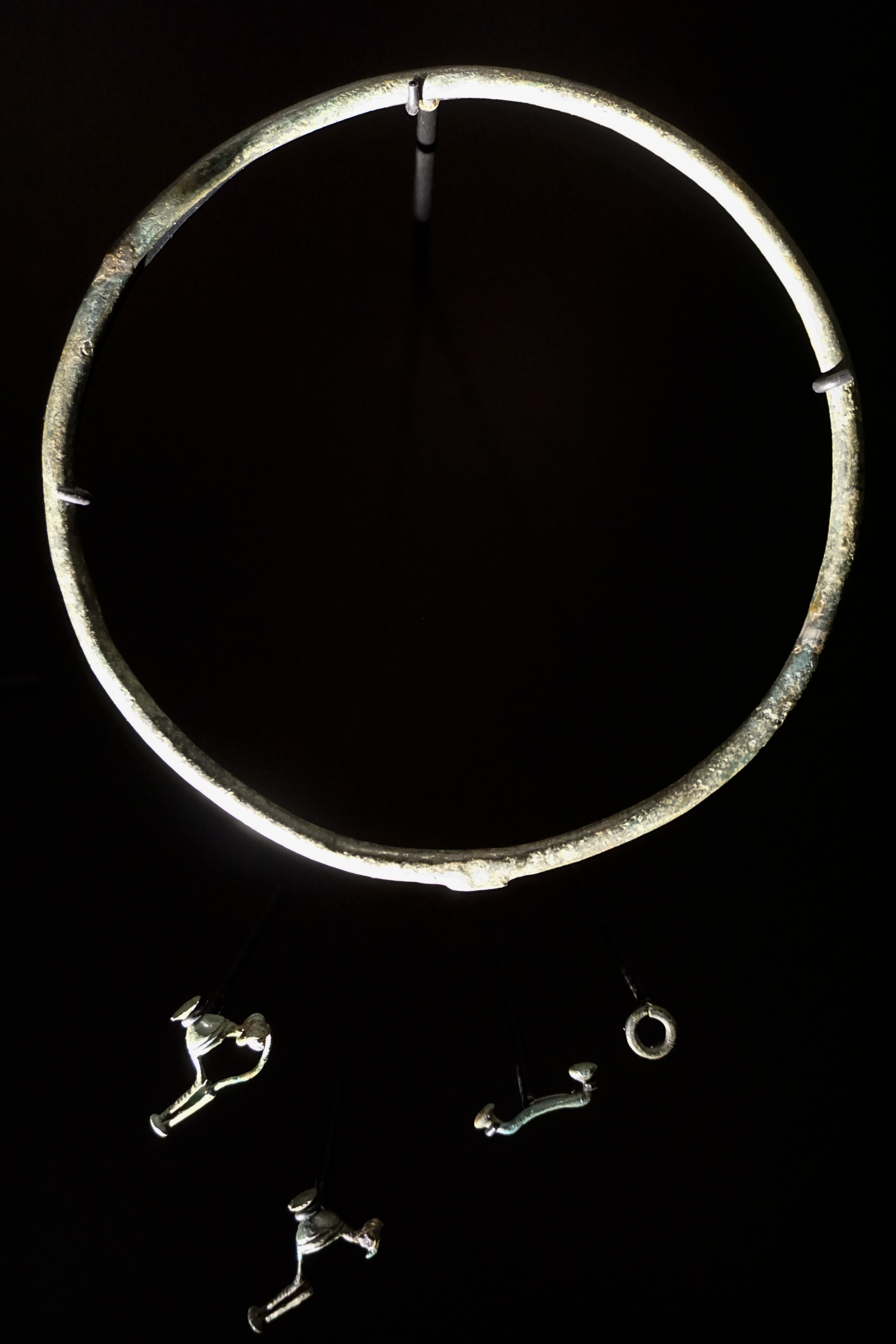
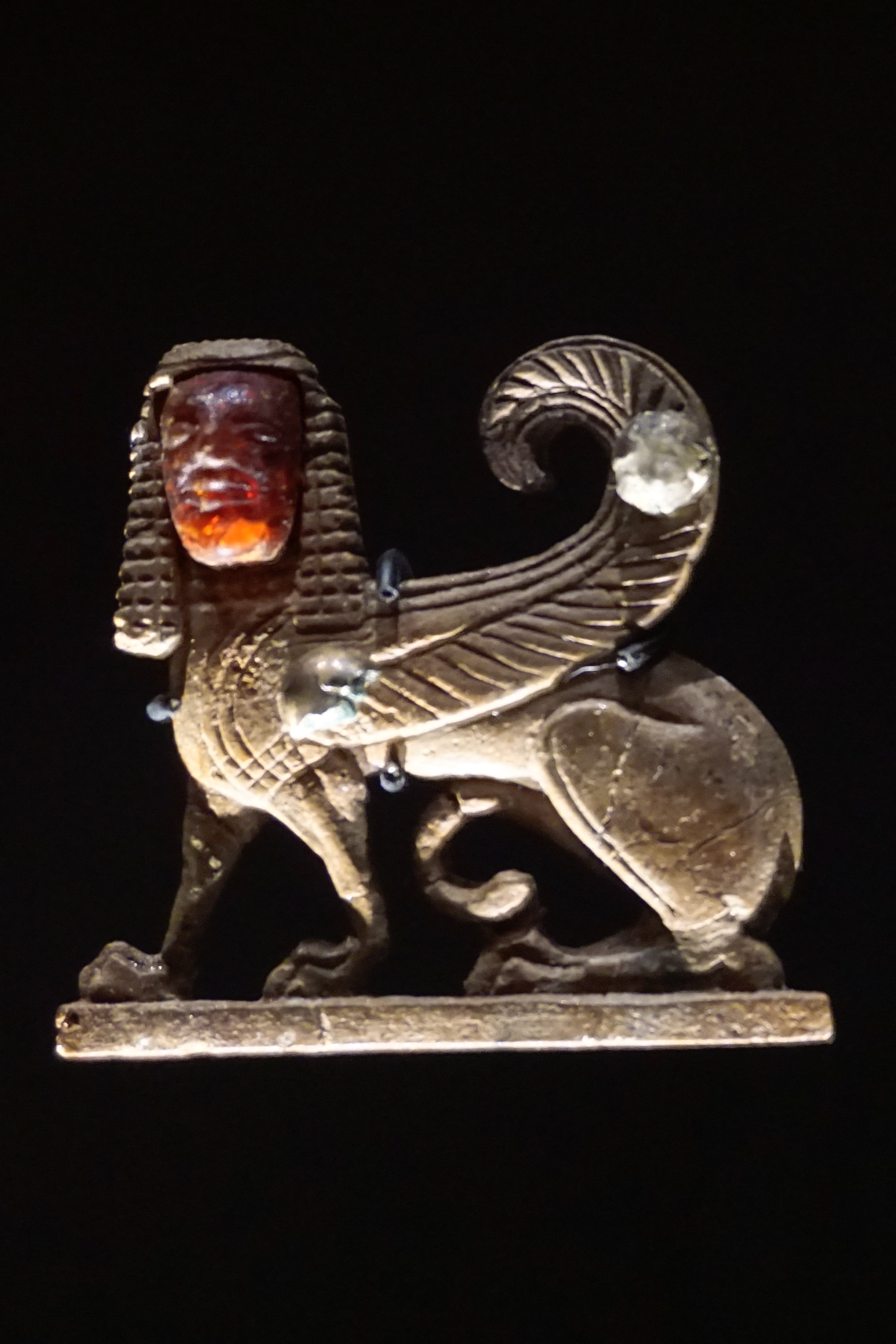
Sphinx vom Grafenbühl mit aufgesetztem Bernsteingesicht
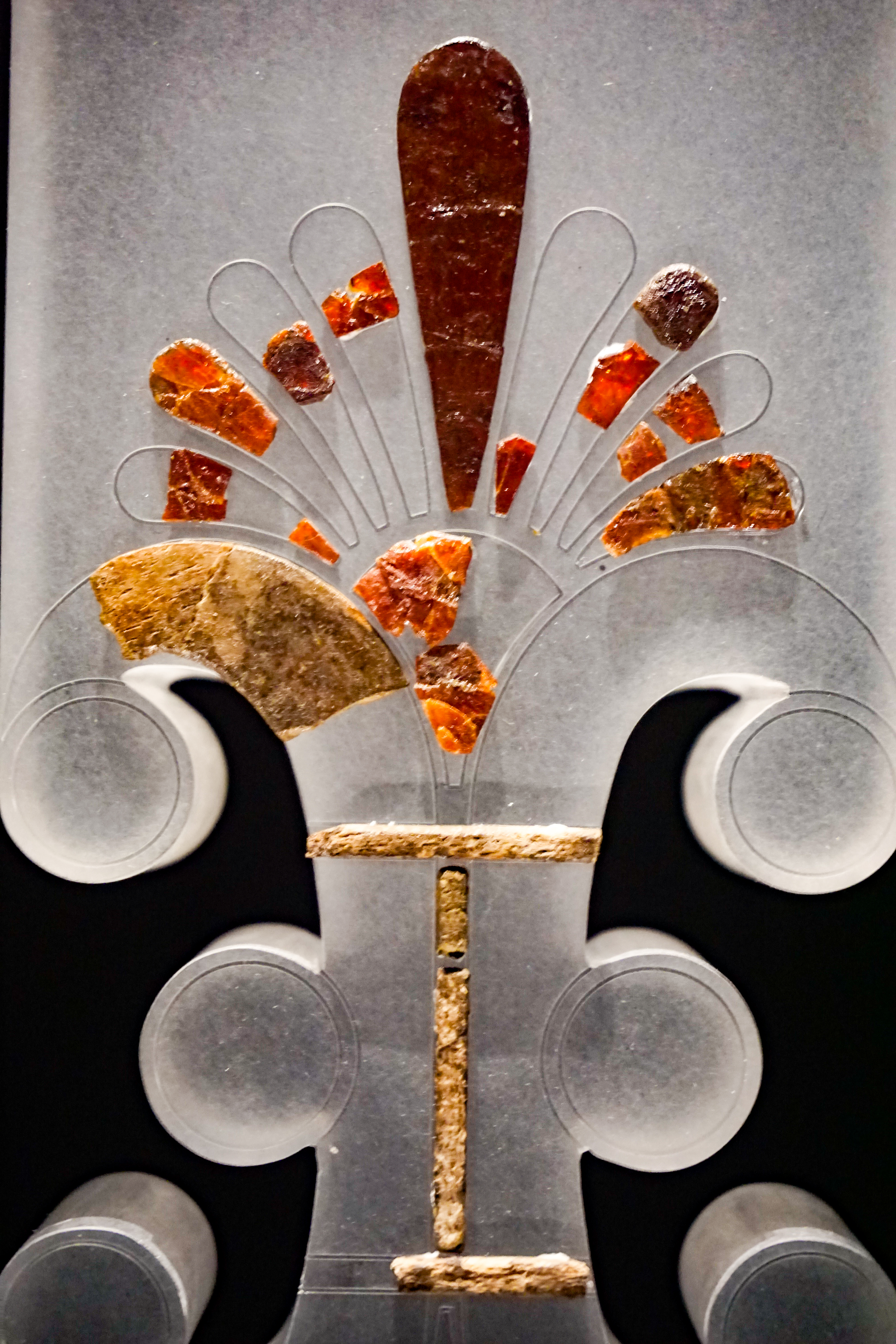
Intarsien und Einlagen an der Totenliege

## Genom- und Isotopenuntersuchung
Laut einer paläogenetischen Untersuchung des Max Planck Institut weist der im Zentralgrab Bestattetene eine enge Verwandtschaft mit dem zentral Bestatteten des Hochdorfer Grabs auf. Dieser Hochdorfer „Fürst“ dürfte sein Onkel mütterlicherseits sein. Ebenso wurden Verwandtschaftsbeziehungen zwischen anderen Individuen aus den beiden Grabhügeln sowie aus dem Grabhügel Magdalenenberg festgestellt. Das deutet darauf hin, dass die politische Macht in Baden-Württemberg in der Hallstattzeit durch biologische Verwandtschaft gestützt wurde.